# Club Deportivo Jalapa
Il Club Deportivo Jalapa è una società calcistica del Guatemala fondata nel 1978. Ha sede a Jalapa e milita nella massima serie del Campionato guatemalteco di calcio.
Disputa le partite casalinghe nello Stadio Las Flores. I colori sociali sono il giallo e il verde. Il soprannome dei giocatori del CD Jalapa è Los Tigres del Jumay.

## Storia
La squadra è stata fondata il 10 luglio del 1978.
Dopo essere stato promosso alla Liga Nacional nel 2001 sotto la guida dell'allenatore Benjamín Monterroso,il CD Jalapa ha vinto la Coppa nazionale per tre volte, nel 2002, 2005 e 2006.
Il più grande successo del club è stato quello di vincere il torneo di Apertura 2007, che fu il primo campionato nazionale vinto nella storia del club. Il titolo guadagnato loro un posto nella CONCACAF Champions League 2008-09.
Jalapa vinto il loro secondo campionato della Liga Nacional sconfiggendo con successo il CSD Municipal nel Clausura 2009. Questo è il loro secondo scudetto vinto in due anni con il quale hanno scritto la storia in Guatemala.

## Rosa attuale
| N. |                      | Ruolo | Calciatore         |
| -- | -------------------- | ----- | ------------------ |
|    | Guatemala (bandiera) | P     | Luis Lucero        |
|    | Guatemala (bandiera) | P     | Hugo Cabrera       |
|    | Guatemala (bandiera) | D     | Allan Loy          |
|    | Guatemala (bandiera) | D     | Geovanny Muralles  |
|    | Guatemala (bandiera) | D     | Donaldo Recinos    |
|    | Guatemala (bandiera) | D     | Donovan Vásquez    |
|    | Guatemala (bandiera) | D     | Josué David Castro |
|    | Guatemala (bandiera) | D     | Ludwin López       |
|    | Guatemala (bandiera) | D     | Ángel Medina       |
|    | Guatemala (bandiera) | C     | Jairo Cardona      |
|    | Guatemala (bandiera) | C     | Juan José Rodas    |
|    | Guatemala (bandiera) | C     | Eder Castillo      |
|    | Guatemala (bandiera) | C     | Neftalí Espino     |

| N. |                        | Ruolo | Calciatore             |
| -- | ---------------------- | ----- | ---------------------- |
|    | Guatemala (bandiera)   | C     | Jairo Orellana         |
|    | Guatemala (bandiera)   | C     | Jimmy Ozaeta           |
|    | Guatemala (bandiera)   | C     | Brayan Orellana        |
|    | Guatemala (bandiera)   | C     | Cristián Lima          |
|    | Guatemala (bandiera)   | C     | Gilmar Pérez           |
|    | Guatemala (bandiera)   | A     | Gerson Lima            |
|    | Guatemala (bandiera)   | A     | Endir Esteban          |
|    | Guatemala (bandiera)   | A     | Víctor Osorio          |
|    | Guatemala (bandiera)   | A     | Allan Villeda          |
|    | Guatemala (bandiera)   | A     | Miguel Jiménez         |
|    | Honduras (bandiera)    | A     | Miguel Héctor Martínez |
|    | Colombia (bandiera)    | A     | Emir Rivas             |
|    | Honduras (bandiera)    | A     | José Güity             |
|    | El Salvador (bandiera) | A     | Daniel Palacios        |

## Palmarès

### Competizioni nazionali
- Liga Nacional: 2

Apertura 2007, Clausura 2009
- Copa Centenario: 3

2002, 2005, 2006